# 산나 닐센
산나 닐센(Sanna Nielsen, 1984년 11월 27일 ~ )은 스웨덴의 가수이다. 덴마크 혈통을 갖고 있으며 유로비전 송 콘테스트 2014에서 스웨덴 대표로 참가했다.

## 음반
- Silvertoner (1996)
- Min önskejul (1997)
- Nära mej, nära dej (2006)
- Stronger (2008)
- I'm in Love (2011)
- Vinternatten (2012)
- Vinternatten (2013)
- 7 (2014)